# Ernst Mentzel

Ernst Mentzel, Porträtfoto aus dem Reichstags-Handbuch 1928

Ernst Mentzel (* 25. September 1878 in Neuwarp; † 4. November 1960 in Duisburg-Ruhrort) war ein deutscher Politiker (DNVP).

## Leben und Beruf
Nach dem Besuch der Bürgerschule und einer Privatschule erhielt Mentzel eine seminaristische Ausbildung und trat anschließend in den preußischen Verwaltungsdienst ein. Er arbeitete ab 1901 bei der Handwerkskammer in Stettin, war dort ab 1903 Stellvertreter des geschäftsführenden Sekretärs und wurde 1907 selbst Sekretär. Ab 1917 war er Syndikus der Stettiner Handwerkskammer. Außerdem war er Mitglied der Generalsynode der Evangelischen Kirche Altpreußischer Union sowie der Provinzialsynode der altpreußischen Kirchenprovinz Pommern.

## Abgeordneter
Mentzel war von 1919 bis 1921 Mitglied der Verfassunggebenden Preußischen Landesversammlung und anschließend bis 1924 Mitglied des Preußischen Landtages. Bei der Reichstagswahl im Dezember 1924 wurde er in den Deutschen Reichstag gewählt, dem er bis 1930 angehörte. Politisch beschäftigte er sich vor allem mit Themen des Mittelstandes.